# 625 Ксенија
625 Ксенија (енгл. 625 Xenia) је астероид главног астероидног појаса са пречником од приближно 28,37 .
Афел астероида је на удаљености од 3,242 астрономских јединица (АЈ) од Сунца, а перихел на 2,051 АЈ.
Ексцентрицитет орбите износи 0,225, инклинација (нагиб) орбите у односу на раван еклиптике 12,060 степени, а орбитални период износи 1573,046 дана (4,306 године).
Апсолутна магнитуда астероида је 10,00 а геометријски албедо 0,219.
Астероид је откривен 11. фебруара 1907. године.